# Ordesa (jeu vidéo)
Ordesa (aussi orthographié Ørdesa) est un film interactif développé par Cinétévé Experience et édité par Arte France, sorti le 15 octobre 2020. Ordesa fut réalisé en prises de vue réelles, avec de véritables acteurs, dont le téléspectateur peut influencer l'histoire avec l'inclinaison de son écran.

## Synopsis
Deux ans après son départ, l'adolescente Lise revient dans la maison familiale où son père vit seul depuis la disparition de sa mère,.